# Lumassina
La Lumassina è un vino che viene prodotto dal vitigno omonimo in un'area abbastanza circoscritta della provincia di Savona, tra l'entroterra di Noli e quello di Finale Ligure (particolarmente nel comune di Orco Feglino e nei dintorni del rione di Varigotti), e in parte della Città metropolitana di Genova.

## Denominazione
A seconda della zona questo vino viene chiamato con termini diversi, tutti derivanti dal dialetto ligure. Il termine lumassina che significa lumachina, prende il nome dall'abbinamento con i piatti di lumache. A Varigotti questo vitigno è noto come Mataòssu, derivante da matti (forma dialettale per indicare i bambini), questo termine deriva dal fatto che questo vino non raggiunge mai una piena maturazione; nel comune di Quiliano viene chiamato anche Buzzetto, dalla consuetudine di vendemmiare le uve leggermente acerbe (buzze in lingua ligure).

## Caratteristiche
La Lumassina è un vino dal colore giallo paglierino, con sapore secco e acidità generalmente spiccata; ha un profumo delicato di susina gialla. Va servito fresco tra 10 e 11 gradi.

## Abbinamenti consigliati
La Lumassina si accompagna bene con un'ampia gamma di piatti della cucina ligure, tra cui i classici frisceu (frittelle di verdure), verdure ripiene, panissa e farinata. Ottimo se abbinato a primi e secondi piatti sia di terra che di pesce.